# Franklin Paul Peterson
Franklin Paul Peterson (* 27. August 1930 in Aurora (Illinois); † 1. September 2000 bei Washington, D.C.) war ein US-amerikanischer Mathematiker, der sich mit Algebraischer Topologie befasste.

## Leben und Wirken
Peterson studierte an der Northwestern University mit dem Bachelor-Abschluss 1952 und wurde 1955 an der Princeton University bei Norman Steenrod promoviert (Generalized cohomotopy groups). Danach war er Lecturer in Princeton und war ab 1958 Assistant Professor am Massachusetts Institute of Technology, mit einer vollen Professur ab 1965. 1960 wurde er Sloan Research Fellow.
Er befasste sich mit Kohomologieoperationen und unter anderem mit Immersionen in der Differentialtopologie und arbeitete hier und auf anderen Gebieten mit Edgar H. Brown zusammen. Mit Brown führte er auch 1966 Brown-Peterson-Kohomologien ein.
1974 bis 1998 war er Schatzmeister der American Mathematical Society, deren Transaktionen er 1966 bis 1970 herausgab. 1974 wurde er in die American Academy of Arts and Sciences gewählt.
Zu seinen Doktoranden gehören Ethan Devinatz, Paul Goerss, David J. Anick und W. Stephen Wilson.

## Schriften
- mit E. H. Brown: Algebraic bordism groups. In: Annals of Mathematics. Serie 2, Band 79, Nr. 3, 1964, S. 616–622, doi:10.2307/1970411
- mit E. H. Brown: Relations among characteristic classes. I. In: Topology. Band 3, Supplement 1, 1964, S. 39–52, doi:10.1016/0040-9383(64)90004-7.
- mit E. H. Brown: A spectrum whose {\displaystyle Z_{p}} cohomology is the algebra of reduced {\displaystyle p^{th}} powers. In: Topology. Band 5, Nr. 2, 1966, S. 149–154, doi:10.1016/0040-9383(66)90015-2.
- mit E. H. Brown, D. Anderson: Spin cobordism. In: Bulletin of the American Mathematical Society. Band 72, Nr. 2, 1966, S. 256–260, doi:10.1090/S0002-9904-1966-11486-6.
- als Herausgeber: The Steenrod algebra and its applications: a conference to celebrate N. E. Steenrod's sixtieth birthday. Proceedings of the Conference held at the Battelle Memorial Institute, Columbus, Ohio March 30th–April 4th, 1970 (= Lecture Notes in Mathematics. 168). Springer, Berlin u. a. 1970, ISBN 3-540-05300-X.
- mit E. H. Brown: On immersions of {\displaystyle n}-manifolds. In: Advances in Mathematics. Band 24, Nr. 1, 1977, S. 74–77, doi:10.1016/S0001-8708(77)80004-2.
- mit E. H. Brown: A universal space for normal bundles of {\displaystyle n}-manifolds. In: Commentarii Mathematici Helvetici. Band 54, 1979, S. 405–430.